# 深町寿成
深町 寿成（ふかまち としなり、8月29日 - ）は、日本の男性声優。山形県出身。アプトプロ所属。

## 略歴
声優になった大きなきっかけは特になく、急に興味を持ってやってみようと思い、やっていくうちにだんだん本気になっていったとのこと。『スーパーロボット大戦シリーズ』が好きだったため、「ロボットに乗る役を演じてみたい」という思いもあったという。
2019年放送のテレビアニメ『ありふれた職業で世界最強』で、テレビアニメ初主演を務める。

## 人物
趣味・特技はギター、スキー、ゲーム。
尊敬する声優は小野友樹。

## 出演
太字はメインキャラクター。

### テレビアニメ
2010年
- メタルファイト ベイブレード 爆

2012年
- この中に1人、妹がいる!（生徒）
- ひだまりスケッチ×ハニカム（フランケン）

2013年
- 惡の華（男子生徒）
- 大怪獣ラッシュ ウルトラフロンティア（マグママスター・マグナ）
- メガネブ!（教師、生徒）

2014年
- 桜Trick（男子生徒）
- ニセコイ（2014年 - 2015年、子分、ギャング、男子生徒、ヤンキー） - 2シリーズ
- 魔法戦争（ウィザードブレスの魔法使い、男子生徒、男、ペンドラゴンの魔法使い）

2015年
- DOG DAYS''（アルフリード将軍）

2016年
- 霊剣山 星屑たちの宴（岳雲）
- 虹色デイズ（車内アナウンス、カップル 男）
- くまみこ（郵便配達員）
- ALL OUT!!（2016年 - 2017年、苗鹿大平、文芸部員、関東学園部員、大島右京）

2017年
- アイドルマスター SideM（黒野玄武）

2018年
- たくのみ。（男性スカウト）
- レイトン ミステリー探偵社 〜カトリーのナゾトキファイル〜（ジョシュ）
- アイドルマスター SideM 理由あってMini!（黒野玄武）

2019年
- 盾の勇者の成り上がり（司祭、店員、村人、兵士）
- みだらな青ちゃんは勉強ができない（米塚周平）
- ありふれた職業で世界最強（2019年 - 2024年、南雲ハジメ） - 3シリーズ
- 旗揚!けものみち（クラウス）

2020年
- 八男って、それはないでしょう!（パウル）
- 神之塔 -Tower of God-（2020年 - 2024年、ハツ） - 2シリーズ
- アルゴナビス from BanG Dream!（店員）

2021年
- 半妖の夜叉姫（忍び）
- 遊☆戯☆王SEVENS（デュエリストたち）

2022年
- BORUTO-ボルト- NARUTO NEXT GENERATIONS（ジビキ）
- その着せ替え人形は恋をする（店員）
- 史上最強の大魔王、村人Aに転生する（アード・メテオール）
- お昼のショッカーさん（ゴーラスピンク）
- BLEACH 千年血戦篇（滅却師）
- アイドリッシュセブン Third BEAT!（執事）

2023年
- 人間不信の冒険者たちが世界を救うようです（アレックス）
- 真・進化の実〜知らないうちに勝ち組人生〜（ブルード・レフ・カイゼル、門番2）
- もういっぽん!
- 魔法少女マジカルデストロイヤーズ（お兄ちゃん）
- カワイスギクライシス（レニィ・エイン）
- AIの遺電子（マサ、五本木テツヤ）
- わたしの幸せな結婚（2023年 - 2025年、辰石一志） - 2シリーズ
- AYAKA -あやか-（御手洗あずき）
- ティアムーン帝国物語〜断頭台から始まる、姫の転生逆転ストーリー〜（ゲイン）
- 聖女の魔力は万能です（伝令、騎士）

2024年
- ささやくように恋を唄う（ライブ観客）
- ヴァンパイア男子寮（ヘビ先輩、ヘビ）
- カミエラビ

2025年
- アラフォー男の異世界通販（ニャンジー）
- 完璧すぎて可愛げがないと婚約破棄された聖女は隣国に売られる（アーノルド）
- ロックは淑女の嗜みでして（トランペット奏者）
- 小市民シリーズ（日坂祥太郎）
- ゴリラの神から加護された令嬢は王立騎士団で可愛がられる（アリの加護者）
- New PANTY & STOCKING with GARTERBELT（執行官、漁師）

### 劇場アニメ
- 劇場版メタルファイト ベイブレードVS太陽 灼熱の侵略者ソルブレイズ（2010年）
- 大怪獣ラッシュ ウルトラフロンティア（2013年 - 2014年、マグママスター・マグナ） - 2作品
- どうにかなる日々（2020年）

### OVA
- 英雄伝説 空の軌跡 THE ANIMATION（2011年、カプア一家、強化兵）
- ニセコイ（2015年、ヤクザ） - コミックス第16巻DVD付き同梱版
- ブラッククローバー（2016年、少年）
- ありふれた職業で世界最強 （2019年 - 2022年、南雲ハジメ） - 2シリーズ[一覧 5]
- シャーロック・ホームズの大追跡 （2021年、ワトソン）[15]
- ありふれた職業で世界最強 幻の冒険と奇跡の邂逅（2022年、南雲ハジメ[16]） - 小説第13巻特装版

### Webアニメ
- ソードガイ The Animation（2018年、盗掘者a、若者1）

### ゲーム
2012年
- TOKYOヤマノテBOYS Portable（ルーシーズ 他）

2013年
- 大怪獣ラッシュ ウルトラフロンティア（マグママスター・マグナ）

2014年
- アイドリズム（嵯峨山陸）
- ゲームで裁判員!スイートホーム炎上事件（白田正義、ナレーション）
- フリーダムウォーズ（ノア、ブノワ）

2015年
- オルタンシア・サーガ -蒼の騎士団-（アルノー、コンスタン、ラビ）
- 夢王国と眠れる100人の王子様（グラッド）
- 5人の恋プリンス〜ヒミツの政略結婚〜（武藤アキラ）

2016年
- アイドルマスター SideM（2016年 - 2023年、黒野玄武）
- 怪盗夜想曲 〜ファントムノクターン〜（道化怪盗スタンチク)
- 雷子-紺碧の章-（勾践）

2017年
- キズナストライカー（四和洲レイ）
- スタレボ☆彡 88星座のアイドル革命（双木ギガ）
- アイドルマスター SideM LIVE ON ST@GE!（2017年 - 2020年、黒野玄武）
- メギド72（2017年 - 2023年、フォルネウス、フォカロル）

2018年
- LibraryCross∞〈ライブラリークロスインフィニット〉（ヒロ)
- DREAM!ing（虎澤一生）
- イケメンライブ 恋の歌をキミに（眞白奏)
- オンエア!（天橋幸弥）
- CARAVAN STORIES（リアルド）

2019年
- Op8♪（斯波春風）
- THE KING OF FIGHTERS for GIRLS（アンディ・ボガード）
- ゆめいろファンタジーラテール（カズノ・ナス）
- BUSTAFELLOWS（ナヴィード）
- パレットパレード（ルーベンス ）
- なむあみだ仏っ!-蓮台 UTENA-（サタン）
- 黒騎士と白の魔王（伊達政宗）
- 禍つヴァールハイト（カミル）
- 錬神のアストラル（ラウール・ルパン）
- プレカトゥスの天秤（ルスキニア）

2020年
- ローリングスフィア（メンカル、ケンタウリ）
- 刀剣乱舞-ONLINE-（2020年 - 2022年、地蔵行平）
- ピオフィオーレの晩鐘 -Episodio1926-（ヨハン・シュタイナー）
- OCTOPATH TRAVELER 大陸の覇者（デュラン）
- ヒーローカンターレ（ライジェル）
- ホーンテッド・オバケストラ Vol.1 Awaking（エルシア）

2021年
- 逆転オセロニア（ブレスドソーディアン）
- アイドルマスター ポップリンクス（黒野玄武）
- アイドルマスター SideM GROWING STARS（2021年 - 2023年、黒野玄武）
- Gate of Nightmares（シグマ）
- ワールドフリッパー（千岳トオル）

2022年
- クラッシュフィーバー（南雲ハジメ）
- 千銃士:Rhodoknight（邑田〈2代目〉）
- 夢職人と忘れじの黒い妖精（マキナ）
- ミミアロマ（七瀬ユズキ）
- シャイニングニキ（白朔）
- 魔法使いの夜（槻司鳶丸）
- ホーンテッド・オバケストラ Vol.2 Bianke（エルシア）

2023年
- モンスターユニバース（ルシュト）
- 神之塔：NEW WORLD(ハツ）

2024年
- 星になれ ヴェーダの騎士たち（エドワード・ベハド、マルテル・アイアンサイド、ルシアン、リアム）
- 18TRIP（神名雪風）

2025年
- ポケモンマスターズ EX（シュウメイ）
- ヴァレット/VARLET（月山大河）

### ドラマCD
- O＊G＊A 鬼ごっこロワイアル CD STEP 2 〜きらめきの季節〜  （2012年）
- 武装中学生（2012年、辻ハルヒコ）
- 千の魔剣と盾の乙女 10（2013年、ロック）
- テイルズ オブ エクシリア2 2013 Summer （2013年）
- まおゆう魔王勇者 外伝 砂丘の国の弓使い（2013年、吟遊詩人 他）
- 「SERVAMP-サーヴァンプ-」吸血鬼だらけの夏休み（2014年、綿貫桜哉）
- THE IDOLM@STER SideM ST@RTING LINE（2016年、黒野玄武）
  - 09 神速一魂[64]
  - 10 Cafe Parade[65]
- ありふれた職業で世界最強 （2017年、南雲ハジメ[66]）
- デルフィニア戦記 戦女神の祝福 （2018年、ルウ）
- 今、隣のキミに恋をする。 （2018年、タケ）
- 音戯の譜〜CHRONICLE〜（2019年 - 、ディースバッハ男爵）
- JAZZ-ON! Sessions （2019年 - 2022年、堂嶌燎）
  - 「First cats」
  - 「Raining Cats」
  - 「開闢≠Beginning」
  - 「Invisible Chord 1st」
  - 「The After Session」
- 幕末男子 －新選組時空伝－ （2020年、斉藤一）
- THE IDOLM@STER SideM NEW STAGE EPISODE （2020年、黒野玄武）
  - 05 Beit
  - 06 神速一魂
- ENLIGHTRIBE （2021年、久慈獅子雄）
  - side.FAM -The first step-
  - side.FAM -Reach for the Top-
  - side.ESMERALDA -THE BRILLIANCE-
- ドラマCD『DREAM!ing』 ～ぶらり！冬の東京観光！～ （2021年、虎澤一生[67]））
- GOALOUS5 MISSION:GO5 ボイスドラマ （2021年、ロイ[68]）
  - Vol.01 学園ヲ声福セヨ!
  - Vol.02 夜ノ街ヲ声福セヨ!
  - Vol.03 好敵手二勝利セヨ!
  - Vol.04 江戸ノ町ヲ声福セヨ!
  - Vol.04.5 A SHORT BREAK
- アイドルマスター SideM ドラマCD「緑陰のGymnasium」 （2021年、黒野玄武）
- ティアムーン帝国物語 〜断頭台から始まる、姫の転生逆転ストーリー〜（2022年、ゲイン[69]）
- THE IDOLM@STER SideM CIRCLE OF DELIGHT 09 神速一魂（2024年、黒野玄武）

### BLCD
- 初恋のあとさき（2013年、同級生）
- FLESH&BLOOD 17（2014年、従者）
- 10DANCE （2014年、浦島）
- 僕は君のいいなり（2017年－2018年、小松）
  - 僕は君のいいなり2
- アホエロ（2017年、竹朗・高校生）
- ドSおばけが寝かせてくれない（2018年－2022年、秋山拓実）
  - ドSおばけが寝かせてくれない2
  - ドＳおばけが寝かせてくれない3
- ストレイバレットベイベー（2018年）
- 男子高校生、はじめての ～Summer vacation 2018～（2018年）
  - 男子高校生、はじめての after Disc～First blessing～（坂井(バスケ部の友人)）
- 痴人の愛（2019年、浜田諒）
- ただれた恋にはいたしません！（2019年、雄太）
- トンでもない俺のα（2021年、猪座菫人[70]）
- 絶望に啼け　上・下（2022年、冴木）
- 息できないのは君のせい4（2023年、成海千景[71]）
- 宵闇シュガーキャット（2024年、才川[72]）
- αの花嫁 共鳴恋情１（2024年、泉堂彩斗[73]）
- 秘密の森の魔術師はのどかを願う（2024年、バジール[74]）

### オーディオドラマ
- 武装中学生（2012年、辻ハルヒコ）
- まおゆう魔王勇者 人間宣言〜名もなき少女が 魂の解放を叫ぶ〜（村人）
- ありふれた職業で世界最強 ボイスドラマ（2019年 - 2025、南雲ハジメ） - 3シリーズ[一覧 6]
- 聴くanime『八日後、君も消えるんだね』（2022年、新堂正幸）[75][76]
- アイドルマスター SideM「315 PASSION CONTENTS」（2023年 - 2024年、黒野玄武） - 4作品[一覧 7]

### 吹き替え

#### 映画
- 裏切りのスナイパー（エリック〈フランシス・ルノー〉、男性刑事 ほか）
- キャビン・フィーバー ペイシェント・ゼロ（ジョシュ）
- ゴッド・オブ・バイオレンス/シベリアの狼たち（コリマ〈アルナス・フェダラヴィシャス〉）
- パーフェクト・プラン 完全なる犯罪計画（ランディ〈ビリー・クラダップ〉）

#### ドラマ
- ピノキオ（ソ・ボムジョ〈キム・ヨングァン〉）
- 王になった男（ハソン、イ・ソン〈ヨ・ジング〉）
- シカゴ P.D.（ダンテ・トレス〈ベンハミン・レビ・アギラル〉）
- 恋人〜あの日聞いた花の咲く音〜（リャンウム〈キム・ユヌ〉）

#### アニメ
- Call Star -ボクは本当にダメな星?-（犬、ジョン、ホット）

### デジタルコミック
- 先生日誌　ほむら先生はたぶんモテない（2023年、店長）
- 転生しても嫌われ王子だったので関係修復頑張ります。（2023年、サミュエル[77]）
- BLゲームの主人公の弟であることに気がつきました（2023年、櫻井春樹[78]）
- ウィズレイン王国物語 ～竜が花嫁～（2025年、クロス[79]）
- バイトの宮川君は店長が好き（2025年、宮川）

### ラジオ
※はインターネット配信。
- 宮田幸季のNight Lovecall（第5期アシスタント）
- ラジオストライカー!キズナ活動報告部（2016年 - 2017年、アニメイトタイムズ※）[80]
- 高塚智人と深町寿成のDANDAN学園 （2017年 - 2019年 USEN C-59チャンネル BUSHI.ST）[81]
- 高塚智人と深町寿成の僕たちは何もあとさき考えずに見切り発車でラジオをはじめてしまった件 （2019年 - 2022年、 USEN C-29チャンネル BUSHI.ST）
- MAN TWO MONTH RADIO 深町寿成のふかまち役場広報課（2018年、AG-ON Premium※・超!A&G+※）[82]
- アイドルマスター SideM ラジオ 315プロNight!（2018年、2020年、2022年、2024年、ニコニコ生放送※）
- 深町寿成・小松昌平 TWO for ONE （2018年 - 2022年、 AG-ON Premium※）[83]
- 駒田・深町のBar“Blue Bird” （2018年 - RADIO TOMO※）[84]
- 月刊 新・男前通信4月号〜月刊 深町寿成（2019年、文化放送モバイルplus※）
- 真夜中エンカウント （2019年 - 超A&G+※）[85]

### テレビ番組
※はインターネット配信。
- 野上翔・渡辺紘・深町寿成のドコ行く?（2017年 - 、ニコニコ生放送※）[86]
- GOALOUS5（2019年 - 、YouTube・ニコニコ動画※）
- 深町寿成のVバラ！！！（2022年 - 、ニコニコ動画・ニコニコチャンネル+・YouTube※）[87]
- 深町寿成・石井孝英の食ラボ（2024年 - 、ニコニコ動画・ニコニコチャンネル+※）[88]

### 映像商品
- 動く！ モンでき。（2013年、藤岡要[89]）※モンスターハンター4 ルーキーズ・ガイド付属DVDに収録されたデジタルコミック
- THE IDOLM@STER SideM 2nd STAGE 〜ORIGIN@L STARS〜（2017年、黒野玄武）
- THE IDOLM@STER SideM GREETING TOUR 2017 〜BEYOND THE DREAM〜（2018年、黒野玄武）
- 野上翔・渡辺紘・深町寿成のドコ行く? 鳥取編（2018年）
- THE IDOLM@STER SideM 3rdLIVE TOUR ～GLORIOUS ST@GE!～ Side MAKUHARI（2018年、黒野玄武）
- THE IDOLM@STER SideM 3rdLIVE TOUR ～GLORIOUS ST@GE!～ Side SENDAI（2019年、黒野玄武）
- 野上翔・渡辺紘・深町寿成のドコ行く? 四国編（2019年）
- アイドルマスターSideM 理由あってMini! リターンズ オリジナルアニメDVD付き特装版（2019年、黒野玄武）
- THE IDOLM@STER SideM 3rdLIVE TOUR ～GLORIOUS ST@GE!～ Side SHIZUOKA（2019年、黒野玄武）
- 人狼バトル lies and the truth 2019 FEBRUARY ～人狼VS海賊～（2019年）
- フットサル声優（2019年）
- Rejet Fes.2019 ORIGIN（2019年、双木ギガ）
- THE IDOLM@STER SideM PRODUCER MEETING 315 SP@RKLING TIME WITH ALL!!!（2019年、黒野玄武）
- THE IDOLM@STER SideM 4th STAGE 〜TRE@SURE GATE〜（2019年、黒野玄武）
- 野上翔・渡辺紘・深町寿成のドコ行く？ 北海道編（2019年）
- 人狼バトル lies and the truth 2019 AUGUST ～人狼VSエクソシスト～（2020年）
- バンダイナムコエンターテインメントフェスティバル 2days LIVE Blu-ray（2020年、黒野玄武）
- radiotomo presents art sonic FES.20（2021年）
- THE IDOLM@STER SideM PRODUCER MEETING WELCOME TO PLEASURE 315 G＠RDEN!!!（2021年、黒野玄武）
- GOALOUS5 声福大作戦～2019&2020～（2022年）
- 人狼バトル THE NIGHTMARE SEASON1（2022年）
- 人狼バトル THE NIGHTMARE SEASON2（2022年）
- GOALOUS5 GOALOUS CAMP 2022（2022年）
- THE IDOLM@STER SideM 6thLIVE TOUR 〜NEXT DESTIN@TION!〜 Side TOKYO（2023年、黒野玄武）
- 人狼バトル THE NIGHTMARE SEASON4（2022年）
- THE IDOLM@STER SideM PRODUCER MEETING 315 BE@T OF PASSION FESTIVAL!!!（2022年、黒野玄武）
- THE IDOLM@STER SideM 6thLIVE TOUR 〜NEXT DESTIN@TION!〜 Side HOKKAIDO（2023年、黒野玄武）
- バンダイナムコエンターテインメントフェスティバル 2nd 2days LIVE Blu-ray（2023年、黒野玄武）
- GOALOUS5 声福大作戦～祝★三周年!進めゴーラス!～（2023年）
- GOALOUS5 声福大作戦～LIVE & READING～（2023年）
- GOALOUS5 GOALOUS Training 2023（2023年）
- THE IDOLM@STER SideM 7th STAGE ～GROW & GLOW～ SUNLIGHT SIGN@L（2023年、黒野玄武）
- THE IDOLM@STER SideM 8th STAGE ～ALL H@NDS TOGETHER～（2024年、黒野玄武）
- THE IDOLM@STER SideM PASSIONABLE READING SHOW ～天地四心伝～（2024年、応然（黒野玄武））

### 舞台
- KIRAKIRA VOICE LAND VOL.08「LOVE×LETTERS」（2018年、大地、海斗）※高塚智人とのWキャスト[90]
- さんたく!!!朗読部 第一回公演 『羊たちの標本』（2019年、紫郎）[91]
- 舞台 デルフィニア戦記〜獅子王と妃将軍〜（2019年、ルウ（※声の出演））
- 声優朗読劇フォアレーゼン 埼玉公演 「新・三郷記 〜暁の砂〜」（2020年、料理人、手代、ナレーション）[92]
- PLATTO朗読劇　「燕京茄子」「放課後都市伝説（令和）」（2020年、リー・タイラン、先輩）[93]
- うち劇『エンドレス・ボヤージュ〜明日への脱出〜』（2020年、室町大和）[94]
- うち劇『エンドレス・ボヤージュ〜後悔の航海〜』（2020年、室町大和）[95]
- 声優朗読劇フォアレーゼン 山形公演 「最上騒動記」（2021年、最上義光、最上家親、楯岡光直、男、留蔵）[96]
- KIRAKIRA VOICE LAND VOL.35「Spiral」（2021年、エリクサー）[97]
- 劇団いきすだま「鬼の居ぬ間に反抗期」第５回公演（2023年）[98]
- 声優朗読劇フォアレーゼン 長野公演 「早太郎伝説」（2023年、老師、玅念、今川基氏、女、兵1、兵2）[99]
- 晴れのち四季部（2023年、嵐谷千秋）[100]
- 幽玄朗読舞「SEIMEI 鬼と人と〜安達ヶ原より～」（2023年、イバラ童子）[101]
- 声優朗読劇フォアレーゼン 山形公演 「~林崎甚助伝説~」（2023年、母、侍女、土地神、家臣、数馬）[102]
- 朗読劇『カラフル』再演（2023年、ぼく）[103]
- 声優朗読劇フォアレーゼン 愛知公演 「ベートーヴェンがやって来た！ヤア！ヤア！ヤア！」（2023年、ベートーヴェン、運送屋）[104]
- VOICE COMIC LIVE「ピチカートの眠る森」（2025年、エリソン[105]）

### その他コンテンツ
- おやすみコール〜七日間彼氏〜（渋谷光司）
- 歴史を変えたテクノロジー（ボイスオーバー）
- 7 Calls Later （玉置有音） [106]
- Pictone（サンプルボイス）[107]
- パチンコ『Pフィーバーありふれた職業で世界最強』（2023年、南雲ハジメ）
- パチスロ『Lパチスロ ありふれた職業で世界最強』（2025年、南雲ハジメ）
- ハンドレットノート（2025年、千蘭ムネチカ、海栄キリオ）

## ディスコグラフィ

### キャラクターソング
| 発売日   | 商品名                                                                                 | 歌 | 楽曲                                                                                            | 備考 |
| 2016年   | 2016年                                                                                 | 2016年 | 2016年                                                                                          | 2016年 |
| -------- | -------------------------------------------------------------------------------------- | --- | ----------------------------------------------------------------------------------------------- | --- |
| 4月20日  | THE IDOLM@STER SideM ST@RTING LINE -09 神速一魂                                        | 神速一魂 | 「バーニン・クールで輝いて」 「オレたちの最強伝説 〜一世一代、破羅駄威棲！〜」 「DRIVE A LIVE」 | ゲーム『アイドルマスター SideM』関連曲                                                                       |
| 5月25日  | アイドリズム キャラクターCD 〜Radish / LeX〜                                           | LeX | 「オペラ座ロマンチカ」                                                                          | ゲーム『アイドリズム』関連曲                                                                                 |
| 5月25日  | アイドリズム キャラクターCD 〜MySTAR / White†Wind〜                                    | MySTAR | 「SUPER STAR」                                                                                  | ゲーム『アイドリズム』関連曲                                                                                 |
| 2017年   |                                                                                        | |                                                                                                 | |
| 2月1日   | Beyond The Dream                                                                       | 315プロダクション所属アイドル | 「Beyond The Dream」                                                                            | ゲーム『アイドルマスター SideM』テーマソング                                                                 |
| 2月1日   | Beyond The Dream                                                                       | 315プロダクション所属アイドル（インテリ） | 「Beyond The Dream」                                                                            | ゲーム『アイドルマスター SideM』テーマソング                                                                 |
| 6月28日  | THE IDOLM@STER SideM ORIGIN@L PIECES 05                                                | 黒野玄武（深町寿成） | 「威風堂々と」                                                                                  | ゲーム『アイドルマスター SideM』関連曲                                                                       |
| 2018年   |                                                                                        | |                                                                                                 | |
| 3月21日  | THE IDOLM@STER SideM 3rd ANNIVERSARY DISC 03 彩 & 神速一魂 & THE 虎牙道                | 神速一魂 | 「RIGHT WAY, SOUL MATE」                                                                        | ゲーム『アイドルマスター SideM』関連曲                                                                       |
| 3月21日  | THE IDOLM@STER SideM 3rd ANNIVERSARY DISC 03 彩 & 神速一魂 & THE 虎牙道                | 彩、神速一魂、THE 虎牙道 | 「笑顔の祭りにゃ、福来る」                                                                      | ゲーム『アイドルマスター SideM』関連曲                                                                       |
| 3月25日  | THE IDOLM@STER SideM 3rd ANNIVERSARY SOLO COLLECTION 03                                | 黒野玄武（深町寿成） | 「RIGHT WAY, SOUL MATE」                                                                        | ゲーム『アイドルマスター SideM』関連曲                                                                       |
| 9月5日   | Own The Night〜イケメンライブ 恋の歌をキミに イケラブ 1st ALBUM〜                      | 朱真遥音（KENN）、銀波律（蒼井翔太）、東雲詠介（谷山紀章）、蘇芳楽（梶裕貴）、眞白奏（深町寿成）、千草響一郎（伊東健人）、天宮アンリ（大河元気）、藍墨晃揮（近藤隆）、藤代旋（黒田崇矢）、銀波弓弦（植田圭輔）、椿麻琴（小野友樹）、木蘭宗詩（市川太一） | 「最愛PHRASE」                                                                                  | ゲーム『イケメンライブ 恋の歌をキミに』主題歌                                                                |
| 9月5日   | Own The Night〜イケメンライブ 恋の歌をキミに イケラブ 1st ALBUM〜                      | SilverVine | 「Even if」                                                                                     | ゲーム『イケメンライブ 恋の歌をキミに』関連曲                                                                |
| 9月5日   | Own The Night〜イケメンライブ 恋の歌をキミに イケラブ 1st ALBUM〜                      | 眞白奏（深町寿成） | 「The Labor」                                                                                   | ゲーム『イケメンライブ 恋の歌をキミに』関連曲                                                                |
| 11月28日 | スタレボ☆彡 88星座のアイドル革命 THE BEST「STAR REVOLUTION」Vol.2                      | ニコ★イチ | 「Horoscope」 「恋のシャングリラ」                                                              | ゲーム『スタレボ☆彡 88星座のアイドル革命』関連曲                                                             |
| 12月14日 | ホーンテッド・オバケストラ キャラクターソングVol.5 エルシア 『幸せエフハリスト』       | 欠ヶ月エルシア（深町寿成） | 「幸せエフハリスト」                                                                            | 『ホーンテッド・オバケストラ』関連曲                                                                         |
| 12月19日 | THE IDOLM@STER SideM WakeMini! MUSIC COLLECTION 03                                     | 315 STARS（インテリ Ver.） | 「POKER FAITH -ポーカーフェイス-」                                                              | テレビアニメ『アイドルマスター SideM 理由あってMini!』エンディングテーマ                                     |
| 2019年   |                                                                                        | |                                                                                                 | |
| 1月23日  | スタレボ☆彡 88星座のアイドル革命 THE BEST「STAR REVOLUTION」Vol.4                      | ニコ★イチ | 「WonderDisco」                                                                                 | ゲーム『スタレボ☆彡 88星座のアイドル革命』関連曲                                                             |
| 3月15日  | THE IDOLM@STER SideM WakeMini! SOLO COLLECTION 03 INTELLIGENCE Ver.                    | 黒野玄武（深町寿成） | 「POKER FAITH -ポーカーフェイス-」                                                              | テレビアニメ『アイドルマスター SideM 理由あってMini!』関連曲                                                 |
| 3月27日  | BLACK OUT/HAPPY ENTERTAINER 〜ゆめライブCD 黒寮VS白寮〜                                | 虎澤一生（深町寿成）、浅霧巳影（立花慎之介）、花房柳（古川慎）、三毛門紫音（蒼井翔太）、柴咲真也（山口智広）、白華時雨（小林裕介） | 「HAPPY ENTERTAINER」                                                                           | ゲーム『DREAM!ing』関連曲                                                                                    |
| 3月27日  | BLACK OUT/HAPPY ENTERTAINER 〜ゆめライブCD 黒寮VS白寮〜                                | 望月悠馬（島﨑信長）、花房柳（古川慎）、新兎千里（花江夏樹）、獅子丸孝臣（内田雄馬）、針宮藤次（豊永利行）、三毛門紫音（蒼井翔太）、虎澤一生（深町寿成）、浅霧巳影（立花慎之介）、柴咲真也（山口智広）、白華時雨（小林裕介）、竜ヶ崎仁（武内駿輔）、槙千鶴（土岐隼一）、志部谷幽（畠中祐）、牛若湊（中島ヨシキ）、久磨凛太朗（柿原徹也）、ビアンキ由仁（天野七瑠） | 「TAKE A DREAM!!（特進生集合Ver）」                                                             | ゲーム『DREAM!ing』関連曲                                                                                    |
| 5月10日  | THE IDOLM@STER SideM 4th ANNIVERSARY DISC「LIVE in your SMILE / DREAM JOURNEY」        | Altessimo、W、FRAME、彩、神速一魂、S.E.M、THE 虎牙道、Legenders | 「LIVE in your SMILE」                                                                          | ゲーム『アイドルマスター SideM』関連曲                                                                       |
| 7月31日  | 音戯の譜〜CHRONICLE〜 Rosen Melodie 〜蒼い薔薇の旋律〜                                 | ディースバッハ男爵（深町寿成） | 「Ritus」 「Rosen Melodie 〜蒼い薔薇の旋律〜」                                                  | 『音戯の譜〜CHRONICLE〜』関連曲                                                                              |
| 11月20日 | KING OF FIRE                                                                           | テリー・ボガード（近藤隆）、アンディ・ボガード（深町寿成）、ジョー・東（沢城千春） | 「Just Keep Goin'」                                                                             | ゲーム『THE KING OF FIGHTERS for GIRLS』関連曲                                                               |
| 11月27日 | JAZZ-ON! Sessions 「First cats」                                                       | 堂嶌燎（深町寿成）、神条優貴（米内祐希） | 「way to go」                                                                                   | 『JAZZ-ON!』関連曲                                                                                           |
| 12月18日 | THE IDOLM@STER SideM 5th ANNIVERSARY DISC 01 PRIDE STAR                                | 315 ALLSTARS | 「PRIDE STAR」 「DRIVE A LIVE」 「Reason!!」 「GLORIOUS RO@D」                                  | ゲーム『アイドルマスター SideM』関連曲                                                                       |
| 12月18日 | 音戯の譜 ～CHRONICLE～ 2nd series 対盤(ライブバトル)編 Möbius／♢WoNdeR PaRTy♦          | ディースバッハ男爵（深町寿成） | 「Möbius」                                                                                      | 『音戯の譜〜CHRONICLE〜』関連曲                                                                              |
| 2020年   |                                                                                        | |                                                                                                 | |
| 1月22日  | THE IDOLM@STER SideM 5th ANNIVERSARY DISC 02 DRAMATIC STARS&神速一魂&F-LAGS            | 神速一魂 | 「オモイノウタ」                                                                                | ゲーム『アイドルマスター SideM』関連曲                                                                       |
| 1月22日  | THE IDOLM@STER SideM 5th ANNIVERSARY DISC 02 DRAMATIC STARS&神速一魂&F-LAGS            | DRAMATIC STARS、神速一魂、F-LAGS | 「Fine Day! Find Way!」                                                                         | ゲーム『アイドルマスター SideM』関連曲                                                                       |
| 2月5日   | THE IDOLM@STER SideM WORLD TRE@SURE 12                                                 | 桜庭薫（内田雄馬）、黒野玄武（深町寿成）、 九十九一希（徳武竜也） | 「Your Nobility」 「MEET THE WORLD!」                                                           | ゲーム『アイドルマスター SideM LIVE ON ST@GE!』関連曲                                                        |
| 3月6日   | THE IDOLM@STER SideM 5th ANNIVERSARY UNIT COLLECTION -PRIDE STAR-                      | 神速一魂 | 「PRIDE STAR」                                                                                  | ゲーム『アイドルマスター SideM』関連曲                                                                       |
| 7月29日  | DREAM!ing ゆめライブCD side WHITE                                                      | 虎澤一生（深町寿成）、浅霧巳影（立花慎之介） | 「Amnesia」                                                                                     | ゲーム『DREAM!ing』関連曲                                                                                    |
| 8月26日  | THE IDOLM@STER SideM 5th ANNIVERSARY SOLO COLLECTION 01                                | 黒野玄武（深町寿成） | 「オモイノウタ」                                                                                | ゲーム『アイドルマスター SideM』関連曲                                                                       |
| 12月2日  | THE IDOLM@STER SideM NEW STAGE EPISODE:06 神速一魂                                     | 神速一魂 | 「喜怒哀楽万国共通-Burn it up!-」 「NEXT STAGE!」                                               | ゲーム『アイドルマスター SideM』関連曲                                                                       |
| 2021年   |                                                                                        | |                                                                                                 | |
| 1月22日  | Invisible Chord 1st                                                                    | 智川翔琉（石井真）、堂嶌燎（深町寿成）、行田光牙（大河元気）、神条優貴（米内佑希） | 「Invisible Chord 1st」                                                                         | 『JAZZ-ON!』関連曲                                                                                           |
| 1月22日  | Invisible Chord 1st                                                                    | 堂嶌燎（深町寿成）、天城輝之進（堀江瞬） | 「Ebony & Ivory」                                                                               | 『JAZZ-ON!』関連曲                                                                                           |
| 2月7日   | THE IDOLM@STER SideM UNIT COLLECTION -MEET THE WORLD!-                                 | 315 ALLSTARS | 「MEET THE WORLD!」                                                                             | ゲーム『アイドルマスター SideM』関連曲                                                                       |
| 2月7日   | THE IDOLM@STER SideM UNIT COLLECTION -MEET THE WORLD!-                                 | 神速一魂 | 「MEET THE WORLD!」                                                                             | ゲーム『アイドルマスター SideM』関連曲                                                                       |
| 2月24日  | 音戯の譜 〜CHRONICLE〜 2nd series 対盤編 終止符をこの手に                              | 音戯の譜〜CHRONICLE〜 ALL STARS | 「終止符をこの手に」                                                                            | 『音戯の譜〜CHRONICLE〜』関連曲                                                                              |
| 3月25日  | GOALOUS5 MISSION:GO5 ボイスドラマ Vol.01 学園ヲ声福セヨ!                               | GOALOUS5 | 「HERE WE GO!」                                                                                 | 『MISSION:GO5』関連曲                                                                                        |
| 8月4日   | VOY@GER                                                                                | THE IDOLM@STER FIVE STARS!!! | 「VOY@GER」                                                                                     | 「アイドルマスターシリーズ」イメージソング                                                                   |
| 8月4日   | VOY@GER SideM盤                                                                        | 315 STARS | 「VOY@GER」                                                                                     | 「アイドルマスターシリーズ」イメージソング                                                                   |
| 8月4日   | VOY@GER SideM盤                                                                        | 黒野玄武（深町寿成） | 「VOY@GER」                                                                                     | 「アイドルマスターシリーズ」イメージソング                                                                   |
| 9月29日  | THE IDOLM@STER SideM GROWING SIGN@L 01 Growing Smiles!                                 | 315 ALLSTARS | 「Growing Smiles!」 「DRIVE A LIVE」 「Beyond The Dream」 「NEXT STAGE!」                       | ゲーム『アイドルマスター SideM GROWING STARS』関連曲                                                         |
| 10月27日 | アイドルマスター SideM ドラマCD「緑陰のGymnasium」                                     | 山下次郎（中島ヨシキ）、ピエール（堀江瞬）、冬美旬（永塚拓馬）、黒野玄武（深町寿成）、卯月巻緒（児玉卓也）、北村想楽（汐谷文康） | 「Stories」                                                                                     | ゲーム『アイドルマスター SideM』関連曲                                                                       |
| 11月1日  | GOALOUS5 MISSION:GO5 ボイスドラマ Vol.02 夜ノ街ヲ声福セヨ!                             | GOALOUS5 | 「GOALOUS NIGHT」                                                                               | 『MISSION:GO5』関連曲                                                                                        |
| 11月24日 | メギド72 -MUSIC COLLECTION-                                                            | フォカロル（深町寿成） | 「フォカロル教官の戦術指南道場」                                                                | ゲーム『メギド72』関連曲                                                                                     |
| 2022年   |                                                                                        | |                                                                                                 | |
| 1月8日   | THE IDOLM@STER SideM UNIT COLLECTION -Growing Smiles!-                                 | 神速一魂 | 「Growing Smiles!」                                                                             | ゲーム『アイドルマスター SideM GROWING STARS』関連曲                                                         |
| 3月12日  | THE IDOLM@STER SideM PASSION@TE FORMATION -INTELLIGENCE-                               | 315 STARS（インテリVer.） | 「ANYWHERE」                                                                                    | ゲーム『アイドルマスター SideM GROWING STARS』関連曲                                                         |
| 3月12日  | THE IDOLM@STER SideM PASSION@TE FORMATION -INTELLIGENCE-                               | 黒野玄武（深町寿成） | 「ANYWHERE」                                                                                    | ゲーム『アイドルマスター SideM GROWING STARS』関連曲                                                         |
| 3月14日  | Haunted Obachestra Vol.2 Bianke OP「スロウモ」                                         | エルシア（深町寿成）、エナス（新垣樽助）、ディオス（新垣樽助）、トレイス（新垣樽助） | 「スロウモ」                                                                                    | ゲーム『ホーンテッド・オバケストラ Vol.2 Bianke』オープニングソング                                          |
| 4月27日  | Crossing Emotions volume II 邑田♰在坂                                                  | 邑田（深町寿成） | 「籠中の鳥」                                                                                    | ゲーム『千銃士:Rhodoknight』関連曲                                                                           |
| 9月7日   | THE IDOLM@STER SideM GROWING SIGN@L 11 神速一魂                                        | 神速一魂 | 「ROUTE77」 「タソガレドキ、Bluesy」                                                            | ゲーム『アイドルマスター SideM GROWING STARS』関連曲                                                         |
| 9月23日  | GOALOUS5 MISSION：GO5 ボイスドラマ Vol.03 好敵手ニ勝利セヨ!                            | GOALOUS5 | 「Ultimate Five！」                                                                             | 『MISSION:GO5』関連曲                                                                                        |
| 12月3日  | THE IDOLM@STER SideM GROWING SIGN@L SOLO COLLECTION 02                                 | 黒野玄武（深町寿成） | 「ROUTE77」                                                                                     | ゲーム『アイドルマスター SideM GROWING STARS』関連曲                                                         |
| 12月21日 | THE IDOLM@STER SideM GROWING SIGN@L 15 Take a StuMp!                                   | 315 ALLSTARS | 「Take a StuMp!」                                                                               | ゲーム『アイドルマスター SideM GROWING STARS』関連曲                                                         |
| 2023年   |                                                                                        | |                                                                                                 | |
| 2月11日  | THE IDOLM@STER SideM UNIT COLLECTION -Take a StuMp!-                                   | 神速一魂 | 「Take a StuMp!」                                                                               | ゲーム『アイドルマスター SideM GROWING STARS』関連曲                                                         |
| 5月31日  | THE IDOLM@STER SideM 49 ELEMENTS 12 神速一魂                                           | 神速一魂 | 「CALLING」                                                                                     | ゲーム『アイドルマスター SideM GROWING STARS』関連曲                                                         |
| 5月31日  | THE IDOLM@STER SideM 49 ELEMENTS 12 神速一魂                                           | 黒野玄武（深町寿成） | 「Moon Shape/明鏡止水」                                                                         | ゲーム『アイドルマスター SideM GROWING STARS』関連曲                                                         |
| 8月29日  | GOALOUS5 MISSION：GO5 ボイスドラマ Vol.04 江戸ノ町ヲ声福セヨ!                          | GOALOUS5 | 「伍色ノ華」                                                                                    | 『MISSION:GO5』関連曲                                                                                        |
| 10月28日 | THE IDOLM@STER SideM 8th STAGE THEME SONG「Hands & Claps!」                            | 315 ALLSTARS | 「Hands & Claps!」                                                                              | ライブイベント『THE IDOLM@STER SideM 8th STAGE 〜ALL H@NDS TOGETHER〜』テーマソング                          |
| 10月28日 | THE IDOLM@STER SideM 8th STAGE THEME SONG「Hands & Claps!」                            | 315 STARS（インテリVer.） | 「Hands & Claps!」                                                                              | ライブイベント『THE IDOLM@STER SideM 8th STAGE 〜ALL H@NDS TOGETHER〜』テーマソング                          |
| 2024年   |                                                                                        | |                                                                                                 | |
| 4月24日  | THE IDOLM@STER SideM CIRCLE OF DELIGHT 09 神速一魂                                     | 神速一魂 | 「ヒカリ待つ明日へ」 「Godspeed IGNITION!!」                                                    | 『アイドルマスター SideM』関連曲                                                                             |
| 6月12日  | ‘HAMA Nice Trip’ -R1ze-                                                                | R1ze | 「Dawn」 「Brand New Dawn」                                                                     | ゲーム『18TRIP』関連曲                                                                                       |
| 8月7日   | THE IDOLM@STER SideM F＠NTASTIC COMBINATION 〜HEARTMAKER!!!!〜 -SPIRIT'S WAY- 神速一魂 | Beit、神速一魂 | 「ONE LIFE」                                                                                    | ライブイベント『315 Production presents F＠NTASTIC COMBINATION LIVE 〜HEARTMAKER!!!!〜 -SPIRIT'S WAY』関連曲 |
| 8月7日   | THE IDOLM@STER SideM F＠NTASTIC COMBINATION 〜HEARTMAKER!!!!〜 -SPIRIT'S WAY- 神速一魂 | 神速一魂 | 「想いはETERNITY」                                                                              | ライブイベント『315 Production presents F＠NTASTIC COMBINATION LIVE 〜HEARTMAKER!!!!〜 -SPIRIT'S WAY』関連曲 |
| 8月7日   | THE IDOLM@STER SideM F＠NTASTIC COMBINATION 〜HEARTMAKER!!!!〜 -SPIRIT'S WAY- 神速一魂 | Beit、神速一魂、W、THE 虎牙道 | 「Beyond the Dream（HEARTMAKER!!!! Ver.）」                                                     | ライブイベント『315 Production presents F＠NTASTIC COMBINATION LIVE 〜HEARTMAKER!!!!〜 -SPIRIT'S WAY』関連曲 |
| 8月7日   | THE IDOLM@STER SideM F＠NTASTIC COMBINATION 〜HEARTMAKER!!!!〜 -SPIRIT'S WAY- Beit     | Beit、神速一魂、W、THE 虎牙道 | 「DRIVE A LIVE（HEARTMAKER!!!! Ver.）」                                                         | ライブイベント『315 Production presents F＠NTASTIC COMBINATION LIVE 〜HEARTMAKER!!!!〜 -SPIRIT'S WAY』関連曲 |
| 9月4日   | 18TRIP Omotenashi Duet! #01                                                            | 神名雪風（深町寿成）、大黒可不可（小林千晃） | 「Next Voyage」                                                                                 | ゲーム『18TRIP』関連曲                                                                                       |
| 11月20日 | 18TRIP Cassette #01 ‘グッドラック’                                                     | HAMAツアーズ | 「Shall we travel?」                                                                            | ゲーム『18TRIP』メインエンディング                                                                           |
| 2025年   |                                                                                        | |                                                                                                 | |
| 2月8日   | THE IDOLM@STER SideM CIRCLE OF DELIGHT SOLO COLLECTION 03                              | 黒野玄武（深町寿成） | 「ヒカリ待つ明日へ 」                                                                           | 『アイドルマスター SideM』関連曲                                                                             |
| 2月19日  | THE IDOLM@STER SideM 10th ANNIVERSARY P@SSION 09 神速一魂                              | 神速一魂 | 「FIRED UP！」 「Stillness≒Movement」                                                           | 『アイドルマスター SideM』関連曲                                                                             |
| 4月15日  | GOALOUS5 MISSION：GO5 ボイスドラマ Vol.04.5 A SHORT BREAK                              | ロイ（深町寿成）、黄島朝陽（寺島惇太）、深海青斗（熊谷健太郎） | 「Breaktime」                                                                                   | 『MISSION:GO5』関連曲                                                                                        |
| 6月11日  | THE IDOLM@STER SideM 10th ANNIVERSARY P@SSION 17 SUPREME STARS !!!                     | 315 ALLSTARS | 「SUPREME STARS !!!」                                                                           | 『アイドルマスター SideM』関連曲                                                                             |
| 6月11日  | THE IDOLM@STER SideM 10th ANNIVERSARY P@SSION 17 SUPREME STARS !!!                     | 315 STARS（インテリVer.） | 「315 STARS (インテリ Ver.)」                                                                   | 『アイドルマスター SideM』関連曲                                                                             |
| 7月12日  | THE IDOLM@STER SideM UNIT COLLECTION -SUPREME STARS !!!-                               | 神速一魂 | 「SUPREME STARS !!!」                                                                           | 『アイドルマスター SideM』関連曲                                                                             |

### その他参加作品
| 発売日   | 商品名                  | 歌                                   | 楽曲 | 備考                                                 |
| 2019年   | 2019年                  | 2019年                               | 2019年 | 2019年                                               |
| -------- | ----------------------- | ------------------------------------ | --- | ---------------------------------------------------- |
| 7月31日  | BLUE MOON               | VERSION.10                           | 「BLUE MOON」 「Shakin' Happy」 | ラジオ『駒田・深町のBar Blue Bird』テーマソング      |
| 7月31日  | BLUE MOON               | VERSION.10                           | 「Maybe Blue」 「LUV-YA」 | ラジオ『駒田・深町のBar Blue Bird』関連曲            |
| 11月5日  | GO5!GOALOUS5!           | GOALOUS5                             | 「GO5!GOALOUS5!」 「Let's GOALOUS5!!」 | 『GOALOUS5』テーマソング                             |
| 11月27日 | We are TWO for ONE!     | 深町寿成、小松昌平                   | 「We are TWO for ONE!」 「Fated to Love」 | ラジオ『深町寿成・小松昌平 TWO for ONE』テーマソング |
| 12月20日 | ぎゅってしよ！ BBB ver. | 深町寿成、駒田航                     | 「ぎゅってしよ！」 「声はAmplifier」 | 「ラジ友」テーマソング                               |
| 2020年   |                         |                                      | |                                                      |
| 6月15日  | FLOWER                  | 深町寿成、高塚智人、酒井広大、狩野翔 | 「FLOWER」 | ラジオ『真夜中エンカウント』関連曲                   |
| 11月25日 | 5 AHEAD!                | GOALOUS5                             | 「5 AHEAD!」 「RosyBeat」 | 『GOALOUS5』テーマソング                             |
| 2021年   |                         |                                      | |                                                      |
| 2月24日  | 1+1                     | 深町寿成、小松昌平                   | 「1+1」 「Mighty Fever Fever!!」 | ラジオ『深町寿成・小松昌平 TWO for ONE』テーマソング |
| 2022年   |                         |                                      | |                                                      |
| 1月19日  | MIRAGE SHOW             | GOALOUS5                             | 「MIRAGE SHOW」 「Dreaming Time」 | 『GOALOUS5』テーマソング                             |
| 2023年   |                         |                                      | |                                                      |
| 1月12日  | Get set, 5！            | GOALOUS5                             | 「Get set, 5！」 「GOALOUS Festa」 | 『GOALOUS5』テーマソング                             |
| 7月28日  | GOALOUS BEST            | GOALOUS5                             | 「GO5!GOALOUS5!」 「Let's GOALOUS5!!」 「5 AHEAD！」 「RosyBeat」 「MIRAGE SHOW」 「Dreaming Time」 「Get set, 5！」 「GOALOUS Festa」 「戦慄のGOALOUS5!!!!!」 | 『GOALOUS5』関連曲                                   |
| 2024年   |                         |                                      | |                                                      |
| 1月31日  | GO5 NEXT                | GOALOUS5                             | 「GO5 NEXT」 「ゴーラスたいそう」 | 『GOALOUS5』テーマソング                             |
| 2025年   |                         |                                      | |                                                      |
| 1月31日  | Sixy                    | GOALOUS5                             | 「Sixy」 「あの先には何かがいる」 | 『GOALOUS5』テーマソング                             |
| 6月12日  | Proud of "TWO for ONE"  | 深町寿成、小松昌平                   | 「Proud of "TWO for ONE"」 | ラジオ『深町寿成・小松昌平 TWO for ONE』テーマソング |

## 書籍
- 『深町寿成photo book 僕ときみ』（2024年7月22日、KADOKAWA）

### シリーズ一覧
1. ↑  第1期（2014年）、第2期『ニセコイ:』（2015年）
2. ↑  1st season（2019年）、2nd season（2022年）、season 3（2024年）
3. ↑  第1期（2020年）、第2期『工房戦』（2024年）
4. ↑  第一期（2023年）、第二期（2025年）
5. ↑  『1st season』Blu-ray BOX第2・3巻 未放送エピソード（2019年 - 2020年）、『2nd season』Blu-ray BOX第1巻 未放送エピソード（2022年）
6. ↑  1st season（2019年）、2nd season（2022年）、season 3（2024年 - 2025年）
7. ↑  『F@NCOMLIVE 不揃いなサンカク』（2023年）、『CIRCLE OF DELIGHT 想いが動かすもの』（2024年）、『F@NCOMLIVE にぎりしめた拳は』（2024年）、『F@NCOMLIVE 過去がもたらすもの』（2024年）

### 初出話一覧
1. 1 2 3  第1話初出
2. 1 2 3  第3話初出
3. 1 2  第8話初出
4. ↑  第11話初出
5. 1 2  第2話初出
6. 1 2 3  第10話初出
7. ↑  第17話初出
8. 1 2 3  第4話初出
9. 1 2  第7話初出
10. ↑  第13話初出
11. 1 2  第5話初出
12. ↑  第18話初出
13. ↑  第12話初出

### ユニットメンバー
1. 1 2 3 4 5 6 7 8 9 10 11 12 13 14 15 16 17 18 19 20  紅井朱雀（益山武明）、黒野玄武（深町寿成）
2. ↑  嵯峨山陸（深町寿成）、岬アレクシス（近野誠一郎）
3. ↑  逢沢光流（山下大輝）、嵯峨山陸（深町寿成）
4. 1 2  天ヶ瀬冬馬（寺島拓篤）、御手洗翔太（松岡禎丞）、伊集院北斗（神原大地）、天道輝（仲村宗悟）、桜庭薫（内田雄馬）、柏木翼（八代拓）、都築圭（土岐隼一）、神楽麗（永野由祐）、鷹城恭二（梅原裕一郎）、ピエール（堀江瞬）、渡辺みのり（高塚智人）、伊瀬谷四季（野上翔）、秋山隼人（千葉翔也）、若里春名（白井悠介）、冬美旬（永塚拓馬）、榊夏来（渡辺紘）、蒼井享介（山谷祥生）、蒼井悠介（菊池勇成）、硲道夫（伊東健人）、舞田類（榎木淳弥）、山下次郎（中島ヨシキ）、清澄九郎（中田祐矢）、猫柳キリオ（山下大輝）、華村翔真（バレッタ裕）、握野英雄（熊谷健太郎）、木村龍（濱健人）、信玄誠司（増元拓也）、紅井朱雀（益山武明）、黒野玄武（深町寿成）、神谷幸広（狩野翔）、東雲荘一郎（天﨑滉平）、アスラン＝ベルゼビュートII世（古川慎）、卯月巻緒（児玉卓也）、水嶋咲（小林大紀）、大河タケル（寺島惇太）、円城寺道流（濱野大輝）、牙崎漣（小松昌平）、岡村直央（矢野奨吾）、橘志狼（古畑恵介）、姫野かのん（村瀬歩）、秋月涼（三瓶由布子）、兜大吾（浦尾岳大）、九十九一希（徳武竜也）、葛之葉雨彦（笠間淳）、北村想楽（汐谷文康）、古論クリス（駒田航）
5. 1 2  伊集院北斗（神原大地）、桜庭薫（内田雄馬）、神楽麗（永野由祐）、鷹城恭二（梅原裕一郎）、蒼井享介（山谷祥生）、握野英雄（熊谷健太郎）、猫柳キリオ（山下大輝）、冬美旬（永塚拓馬）、榊夏来（渡辺紘）、黒野玄武（深町寿成）、東雲荘一郎（天﨑滉平）、岡村直央（矢野奨吾）、硲道夫（伊東健人）、山下次郎（中島ヨシキ）、九十九一希（徳武竜也）、葛之葉雨彦（笠間淳）、古論クリス（駒田航）
6. 1 2  猫柳キリオ（山下大輝）、華村翔真（バレッタ裕）、清澄九郎（中田祐矢）
7. 1 2 3 4  大河タケル（寺島惇太）、円城寺道流（濱野大輝）、牙崎漣（小松昌平）
8. ↑  千草響一郎（伊東健人）、天宮アンリ（大河元気）、眞白奏（深町寿成）
9. 1 2  双木テラ（徳武竜也）、双木ギガ（深町寿成）
10. ↑  都築圭（土岐隼一）、神楽麗（永野由祐）
11. 1 2 3  蒼井享介（山谷祥生）、蒼井悠介（菊池勇成）
12. ↑  握野英雄（熊谷健太郎）、木村龍（濱健人）、信玄誠司（増元拓也）
13. ↑  硲道夫（伊東健人）、舞田類（榎木淳弥）、山下次郎（中島ヨシキ）
14. ↑  葛之葉雨彦（笠間淳）、北村想楽（汐谷文康）、古論クリス（駒田航）
15. ↑  天道輝（仲村宗悟）、桜庭薫（内田雄馬）、柏木翼（八代拓）
16. ↑  秋月涼（三瓶由布子）、兜大吾（浦尾岳大）、九十九一希（徳武竜也）
17. ↑  天ヶ瀬冬馬（寺島拓篤）、御手洗翔太（松岡禎丞）、伊集院北斗（神原大地）、天道輝（仲村宗悟）、桜庭薫（内田雄馬）、柏木翼（八代拓）、都築圭（土岐隼一）、神楽麗（永野由祐）、鷹城恭二（梅原裕一郎）、ピエール（堀江瞬）、渡辺みのり（高塚智人）、伊瀬谷四季（野上翔）、秋山隼人（千葉翔也）、若里春名（白井悠介）、冬美旬（永塚拓馬）、榊夏来（渡辺紘）、蒼井享介（山谷祥生）、蒼井悠介（菊池勇成）、硲道夫（伊東健人）、舞田類（榎木淳弥）、山下次郎（中島ヨシキ）、清澄九郎（中田祐矢）、猫柳キリオ（山下大輝）、華村翔真（バレッタ裕）、握野英雄（熊谷健太郎）、木村龍（濱健人）、信玄誠司（増元拓也）、紅井朱雀（益山武明）、黒野玄武（深町寿成）、神谷幸広（狩野翔）、東雲荘一郎（天﨑滉平）、アスラン＝ベルゼビュートII世（古川慎）、卯月巻緒（児玉卓也）、水嶋咲（小林大紀）、大河タケル（寺島惇太）、円城寺道流（濱野大輝）、牙崎漣（小松昌平）、岡村直央（矢野奨吾）、橘志狼（古畑恵介）、姫野かのん（村瀬歩）、秋月涼（三瓶由布子）、兜大吾（浦尾岳大）、九十九一希（比留間俊哉）、葛之葉雨彦（笠間淳）、北村想楽（汐谷文康）、古論クリス（駒田航）
18. ↑  モモセ（仲村宗悟）、ディースバッハ男爵（深町寿成）、ノノ（橋本晃太朗）、カッツェ・トロイメライ（天﨑滉平）、アリスティア（徳留慎乃佑）、夜雀（土田玲央）、一寸法師（石谷春貴）
19. 1 2 3 4 5 6 7 8 9 10 11  熊谷健太郎、小松昌平、寺島惇太、仲村宗悟、深町寿成
20. ↑  天海春香（中村繪里子）、菊地真（平田宏美）、四条貴音（原由実）、塩見周子（ルゥティン）、新田美波（洲崎綾）、久川颯（長江里加）、高坂海美（上田麗奈）、白石紬（南早紀）、望月杏奈（夏川椎菜）、鷹城恭二（梅原裕一郎）、黒野玄武（深町寿成）、古論クリス（駒田航）、有栖川夏葉（涼本あきほ）、黛冬優子（幸村恵理）、浅倉透（和久井優）
21. ↑  鷹城恭二（梅原裕一郎）、黒野玄武（深町寿成）、古論クリス（駒田航）
22. 1 2 3 4  天ヶ瀬冬馬（寺島拓篤）、御手洗翔太（松岡禎丞）、伊集院北斗（神原大地）、天道輝（仲村宗悟）、桜庭薫（内田雄馬）、柏木翼（八代拓）、都築圭（土岐隼一）、神楽麗（永野由祐）、鷹城恭二（梅原裕一郎）、ピエール（堀江瞬）、渡辺みのり（高塚智人）、伊瀬谷四季（野上翔）、秋山隼人（千葉翔也）、若里春名（白井悠介）、冬美旬（永塚拓馬）、榊夏来（渡辺紘）、蒼井享介（山谷祥生）、蒼井悠介（菊池勇成）、硲道夫（伊東健人）、舞田類（榎木淳弥）、山下次郎（中島ヨシキ）、清澄九郎（中田祐矢）、猫柳キリオ（山下大輝）、華村翔真（バレッタ裕）、握野英雄（熊谷健太郎）、木村龍（濱健人）、信玄誠司（増元拓也）、紅井朱雀（益山武明）、黒野玄武（深町寿成）、神谷幸広（狩野翔）、東雲荘一郎（天﨑滉平）、アスラン＝ベルゼビュートII世（古川慎）、卯月巻緒（児玉卓也）、水嶋咲（小林大紀）、大河タケル（寺島惇太）、円城寺道流（濱野大輝）、牙崎漣（小松昌平）、岡村直央（矢野奨吾）、橘志狼（古畑恵介）、姫野かのん（村瀬歩）、秋月涼（三瓶由布子）、兜大吾（浦尾岳大）、九十九一希（比留間俊哉）、葛之葉雨彦（笠間淳）、北村想楽（汐谷文康）、古論クリス（駒田航）、天峰秀（伊瀬結陸）、花園百々人（宮﨑雅也）、眉見鋭心（大塚剛央）
23. 1 2 3  伊集院北斗（神原大地）、桜庭薫（内田雄馬）、神楽麗（永野由祐）、鷹城恭二（梅原裕一郎）、蒼井享介（山谷祥生）、握野英雄（熊谷健太郎）、猫柳キリオ（山下大輝）、冬美旬（永塚拓馬）、榊夏来（渡辺紘）、黒野玄武（深町寿成）、東雲荘一郎（天﨑滉平）、岡村直央（矢野奨吾）、硲道夫（伊東健人）、山下次郎（中島ヨシキ）、九十九一希（比留間俊哉）、葛之葉雨彦（笠間淳）、古論クリス（駒田航）、天峰秀（伊瀬結陸）
24. ↑  西園練牙（小笠原仁）、大黒可不可（小林千晃）、叢雲添（中島ヨシキ）、神名雪風（深町寿成）、鹿礼光（水中雅章）
25. 1 2 3  鷹城恭二（梅原裕一郎）、ピエール（堀江瞬）、渡辺みのり（高塚智人）
26. ↑  西園練牙（小笠原仁）、大黒可不可（小林千晃）、叢雲添（中島ヨシキ）、神名雪風（深町寿成）、鹿礼光（水中雅章）、五十竹あく太（内田修一）、衣川季肋（佐藤祐吾）、斜木七基（大塚剛央）、輝矢宗氏（熊谷俊輝）、久楽間潮（堂島颯人）、北片來人（石谷春貴）、畔川幾成（堀金蒼平）、夏焼千弥（梅田修一朗）、木ノ内太緒（寺島惇太）、百目鬼潜（矢田悠祐）、蜂乃屋凪（坂田将吾）、白光糖衣（榊原優希）、白光琉衣（小松昌平）、棗夜鷹（光富崇雄）、夜半子タろ（堀江瞬）
27. ↑  駒田航、深町寿成